# 杨德政
杨德政（1547年—？），字公亮，又字叔向，號楚亭、蚤休居士，浙江鄞县（今属宁波）人，明朝政治人物，進士出身。

## 生平
生於明世宗嘉靖二十六年（1547年）八月三十日。隆慶元年（1567年）浙江乡试第十六名举人，萬曆五年（1577年），登丁丑科二甲第七名進士。改翰林院庶吉士，七年九月授編修，十二年四月充会典纂修官。十五年二月出京师任福建右參議，十六年八月遷本省副使。十七年二月调廣西提学副使，七月乞致仕。
万历二十一年二月起补河南副使，专管修河，次月调陕西，提督学政，七月升山東右參政。二十六年五月起复福建右参政，二十九年七月升福建按察使。

## 家族
世居浙江鄞县月湖边，出自明朝门宗仕宦第一家镜川杨氏。曾祖楊茂元，通議大夫、刑部右侍郎。祖父楊美弁，监生。父亲杨承賓，母亲俞氏。慈侍下。弟杨徳孜、杨德啓。

## 著作
- 《夢鹿軒稾》
- 《重修普陀山志》
- 《明州阿育王山志》
- 《天台山方外志》[1]
- 《楊文懿公文集》，明萬曆十六年戊子（1588年）楊德政福建刊本